# Imbrûlé
Un imbrûlé est un résidu émis par un dispositif de combustion (four, chaudière, moteur thermique, etc). Les imbrûlés participent à la pollution de l'air.
Dans le cas de fours ou de chaudières, les imbrûlés typiques sont des particules solides ou des suies, résidus par exemple de charbon ou autres combustibles comme le bois, d'hydrocarbures "imbrûlés" liquides ou gazeux pour des combustibles liquides (fioul, essence, etc).
D'une façon générale, la composition chimique d'un hydrocarbure imbrûlé a un rapport C/H plus élevé que celui de ou des hydrocarbures d'origine ; il y a enrichissement en carbone.
Un imbrûlé, dans le domaine de l'astronautique, est un résidu d'ergols subsistant après l'extinction d'un moteur-fusée. Le terme correspondant en anglais est residual propellant.

## Note et référence
1. ↑  [PDF] Étude d'un Dispositif de Traitement des Imbrûlés des Appareils de Chauffage Indépendants au Bois, thèse de doctorat, spécialité Sciences du Bois, 2006, p. 28, sur le site scd.uhp-nancy.fr, consulté le 3 décembre 2013.
2. ↑  Droit français : arrêté du 20 février 1995 relatif à la terminologie des sciences et techniques spatiales